# Galbierka
Galbierka – część wsi Czarna w Polsce, położona w województwie łódzkim, w powiecie sieradzkim, w gminie Złoczew. Wchodzi w skład sołectwa Czarna.
Do 1954 w granicach Złoczewa.
W latach 1975–1998 Galbierka administracyjnie należała do województwa sieradzkiego.